# Bruno Freire
Bruno Freire, né le 27 mars 1999 au Portugal, est un footballeur cap-verdien qui évolue au poste de milieu défensif au F91 Dudelange.

## Biographie

### CS Fola Esch (2017-2022)
Formé au sein du CS Fola Esch depuis 2015, c'est en 2017 que la carrière du joueur débute lors de la finale de la Supercoupe du Luxembourg face au F91 Dudelange (victoire lors de la séance de tirs au but).
Vice-champion de BGL Ligue en 2019, le joueur remporte son deuxième trophée en 2020-2021 en remportant le championnat.

### F91 Dudelange (depuis 2022)
En 2022, le joueur s'engage avec le F91 Dudelange, autre club de BGL Ligue. Il dispute son premier match avec son nouveau club le 14 août 2022 lors de la 2e journée de championnat face au FC Progrès Niederkorn (victoire trois buts à deux).

## Palmarès
| CS Fola Esch (2) :                                                                                         | F91 Dudelange :                          |
| --- | ---------------------------------------- |
| - BGL Ligue (1) - Champion : 2021 - Vice-champion : 2019 - Supercoupe du Luxembourg (1) - Vainqueur : 2017 | - Coupe du Luxembourg - Finaliste : 2025 |